# Bolchevik (Kirghizistan)
Pour les articles homonymes, voir Bolchevik (homonymie).
Bolchevik (en russe et en kirghize: Большевик) est une localité de type urbain fondée au Kirghizistan du temps de l'URSS sur les hauteurs des berges de la rivière At-Bachy, dans une région montagneuse. Bolchevik appartient au district de Kotchkor qui dépend de la province de Naryn. Bolchevik se trouve au sud de Kotchkor.
Sa population comptait 1 938 habitants au recensement de 2009.